# Айгеовит
Айгеови́т (арм. Այգեհովիտ) — село в Тавушской области Армении. Село находится в 21 км к северо-западу от Иджевана. Рядом находятся сёла Дитаван и Вазашен.
Главой сельской общины является Левон Григорян.
На данный момент в селе Айгеовит идет строительство винзавода. В селе находится монастырь Срвеги Ванк 1252 года, церковь Сурб Аствацацин 1889 года и множество средневековых памятников. В селе также построена новая мельница.
В результате проливных дождей в 2006 году водой были полностью покрыты около 40 га виноградных садов и 30 га посевных площадей села.